# Чинёнов, Андрей Семёнович
Андрей Семёнович Чинёнов (1855—1935) — русский художник, педагог и родоначальник художественного образования на Дону.

## Биография

Супруги М. М. и А. С. Чинёновы

Родился 2 июля (15 июля по новому стилю) 1855 года в Тульской губернии. Из семьи крестьян.
Окончил церковно-приходскую школу. Выпускник Московского Строгановского училища (ученик рисовальщика, 1876). Участник выставок Ростово-Нахичеванского общества изящных искусств. В 1881 году преподавал в Ростовской прогимназии (Екатерининская гимназия).
Вместе со своей женой — скульптором Марией Михайловной Чинёновой — открыл в 1895 году в Ростове-на-Дону художественные классы (первые и единственные во всем Приазовском крае). А в 1914 году основали, по разрешению Российской Академии художеств, частную художественную школу, именуемую Классом рисования и лепки, которой первоначально заведовал художник И. С. Богатырёв
В 1920 году классы получили статус Первой советской художественной школы Донпрофобра. Учитывая заслуги Андрея Семёновича в деле художественного образования, он был назначен заведующим.
Позже на основе Чинёновской художественной школы было создано Художественное училище имени Митрофана Борисовича Грекова.
Андрей Семёнович и его жена дали путёвку в жизнь многим известным художникам и скульпторам, среди которых народные художники СССР Александр Иванович Лактионов, Евгений Викторович Вучетич, Николай Ефимович Тимков, Иван Максимович Семёнов и другие.
Был награждён золотой медалью Всемирной выставки в Париже 1900 года за уникальную разработанную им методику рисования и лепки. Его произведения выставлялись на выставке художников Северного Кавказа наравне с произведениями его друзей — Айвазовского, Шишкина, Репина, Черепахина.
Умер в 1935 году в Ростове-на-Дону.

## Награды
- Награждён орденами Святой Анны 2-й и 3-й степеней, Святого Владимира 4-й степени, Святого Станислава 2-й и 3-й степеней.

## Память
- Ныне имя А. С. Чинёнова носит детская художественная школа в Ростове-на-Дону.
- Материалы, относящиеся к супругам Чинёновым, находятся в ГА РФ.[7]